# Igor Akinfiejew

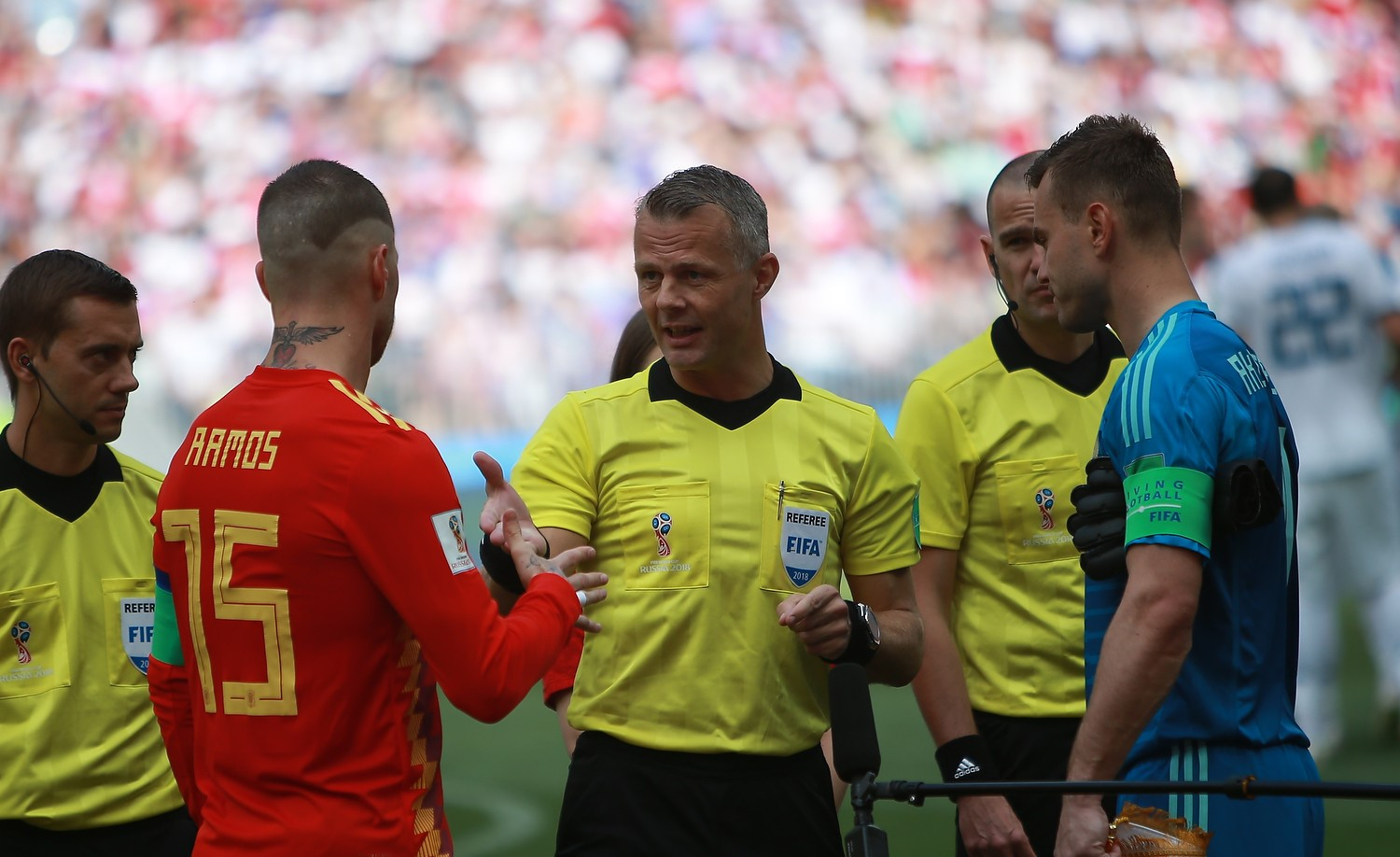
Igor Akinfiejew przed spotkaniem Mistrzostw Świata 2018 z Hiszpanią.

Igor Władimirowicz Akinfiejew (ros. Игорь Владимирович Акинфеев, ur. 8 kwietnia 1986 w Widnoje) – rosyjski piłkarz grający na pozycji bramkarza.

## Kariera klubowa
Jest wychowankiem CSKA Moskwa, dokąd trafił w wieku czterech lat, początkowo grając w drużynach młodzieżowych. W 2002 roku przeszedł do składu B. Spędził tam niecały rok i wraz z pierwszym stycznia 2003 roku, trafił do kadry A.
W pierwszym zespole zadebiutował w wieku 16 lat, w spotkaniu z Kryljami Sowietów Samara (2-0), w którego trakcie obronił rzut karny. W 2005 roku zdobył z CSKA tryplet – mistrzostwo kraju, puchar kraju i Pucharu UEFA – będąc przy tym kluczowym graczem zespołu. Rok później klub powtórzył ten sukces, broniąc mistrzostwa i pucharu. Sezon 2007, przepadł Akinfiejefowi ze względu na kontuzję kolana, przez co rozegrał w całym sezonie tylko dziesięć spotkań.
W 2011 roku już jako kapitan klubu, zdobył z CSKA swój piąty krajowy puchar. Dwa lata później, Akinfiejew, dodał do tego trzeci krajowy dublet, do czego walnie się przyczynił, broniąc rzut karny Jurija Żyrkowa w finałowym spotkaniu o Puchar Rosji przeciwko Anży Machaczkała. W maju 2014 wywalczył kolejne mistrzostwo kraju.
W listopadzie 2018 został pierwszym rosyjskim bramkarzem, który zachował trzysta czystych kont w karierze.

## Kariera reprezentacyjna
W reprezentacji Rosji zadebiutował w wieku 18 lat i 20 dni w przegranym spotkaniu z reprezentacją Norwegii (2-3).
Uczestnik dwóch mundiali (2014 i 2018) i czterech turniejów o Mistrzostwo Europy (2004, 2008, 2012, 2016).
Spotkanie Pucharu Konfederacji 2017 przeciwko Portugalii (0-1) było jego setnym występem w reprezentacji Sbornej.
Reprezentacyjną karierę zakończył wraz z wyeliminowaniem reprezentacji Rosji z Mistrzostw Świata 2018, po spotkaniu z Chorwacją (2-2, 4-5 p.k). Wcześniej, był bohaterem spotkania 1/8 finału z Hiszpanią, broniąc decydujący rzut karny Iago Aspasa.
Łącznie, przez czternaście lat gry dla reprezentacji rozegrał w niej 111 spotkań.

## Ciekawostki
- Rosjanin jest rekordzistą pod względem spotkań ze straconą bramką w Lidze Mistrzów. Łącznie (licząc ze spotkaniami eliminacyjnymi) stracił gola w 43 meczach z rzędu. Jego seria rozpoczęła się w listopadzie 2006 spotkaniem fazy grupowej Ligi Mistrzów z Arsenalem, a zakończyła się w lipcu 2017, meczem eliminacyjnym z AEK Ateny[5].
- Akinfiejew stał się pierwszym bramkarzem, który zdobył dwie samobójcze bramki w rozgrywkach Ligi Mistrzów. Piłkarz trafił do własnej bramki, 25 listopada 2015 roku, w meczu przeciwko Wolfsburgowi i 7 grudnia 2016 roku w meczu z Tottenhamem.

## Sukcesy i odznaczenia

### Klubowe

#### CSKA Moskwa
- Primjer-Liga: 2003, 2005, 2006, 2012–13, 2013–14, 2015–16
- Puchar Rosji: 2004–05, 2005–06, 2007–08, 2008–09, 2010–11, 2012–13
- Superpuchar Rosji: 2004, 2006, 2007, 2009, 2013, 2014, 2018
- Puchar UEFA: 2004–05

#### Reprezentacyjne
- Brązowy medalista mistrzostw Europy: 2008

#### Indywidualne
- Nagroda „Bramkarz Roku” imienia Lwa Jaszyna: 2004, 2005, 2006, 2008, 2009, 2010
- Najlepszy piłkarz roku krajów bałtyckich i WNP „Gwiazda” według Sport-Ekspres: 2006

#### Odznaczenia
- Order Honoru – 2018[potrzebny przypis]

## Statystyki klubowe
aktualne na dzień 21 kwietnia 2021
| Klub               | Sezon              | Premier Liga | Premier Liga | Puchar Rosji | Puchar Rosji | Superpuchar Rosji | Superpuchar Rosji | Europa1 | Europa1 | Inne2 | Inne2  | Suma  | Suma   |
| Klub               | Sezon              | mecze        | bramki       | mecze        | bramki       | mecze             | bramki            | mecze   | bramki  | mecze | bramki | mecze | bramki |
| ------------------ | ------------------ | ------------ | ------------ | ------------ | ------------ | ----------------- | ----------------- | ------- | ------- | ----- | ------ | ----- | ------ |
| CSKA Moskwa        | 2003               | 13           | 0            | 2            | 0            | 0                 | 0                 | 1       | 0       | 2     | 0      | 18    | 0      |
| CSKA Moskwa        | 2004               | 26           | 0            | 1            | 0            | 1                 | 0                 | 10      | 0       | 0     | 0      | 38    | 0      |
| CSKA Moskwa        | 2005               | 29           | 0            | 7            | 0            | 0                 | 0                 | 15      | 0       | 1     | 0      | 52    | 0      |
| CSKA Moskwa        | 2006               | 28           | 0            | 7            | 0            | 0                 | 0                 | 8       | 0       | 0     | 0      | 44    | 0      |
| CSKA Moskwa        | 2007               | 10           | 0            | 2            | 0            | 1                 | 0                 | 5       | 0       | 0     | 0      | 18    | 0      |
| CSKA Moskwa        | 2008               | 30           | 0            | 2            | 0            | 0                 | 0                 | 6       | 0       | 0     | 0      | 38    | 0      |
| CSKA Moskwa        | 2009               | 30           | 0            | 4            | 0            | 1                 | 0                 | 10      | 0       | 0     | 0      | 45    | 0      |
| CSKA Moskwa        | 2010               | 28           | 0            | 1            | 0            | 1                 | 0                 | 11      | 0       | 0     | 0      | 41    | 0      |
| CSKA Moskwa        | 2011/12            | 28           | 0            | 4            | 0            | 1                 | 0                 | 4       | 0       | 0     | 0      | 37    | 0      |
| CSKA Moskwa        | 2012/13            | 29           | 0            | 2            | 0            | 0                 | 0                 | 2       | 0       | 0     | 0      | 33    | 0      |
| CSKA Moskwa        | 2013/14            | 29           | 0            | 3            | 0            | 1                 | 0                 | 6       | 0       | 0     | 0      | 39    | 0      |
| CSKA Moskwa        | 2014/15            | 30           | 0            | 2            | 0            | 1                 | 0                 | 6       | 0       | 0     | 0      | 39    | 0      |
| CSKA Moskwa        | 2015/16            | 30           | 0            | 3            | 0            | 1                 | 0                 | 10      | 0       | 0     | 0      | 44    | 0      |
| CSKA Moskwa        | 2016/17            | 29           | 0            | 0            | 0            | 1                 | 0                 | 12      | 0       | 0     | 0      | 42    | 0      |
| CSKA Moskwa        | 2017/18            | 28           | 0            | 0            | 0            | 0                 | 0                 | 16      | 0       | 0     | 0      | 44    | 0      |
| CSKA Moskwa        | 2018/19            | 30           | 0            | 0            | 0            | 1                 | 0                 | 5       | 0       | 0     | 0      | 36    | 0      |
| CSKA Moskwa        | 2019/20            | 30           | 0            | 1            | 0            | 1                 | 0                 | 5       | 0       | 0     | 0      | 37    | 0      |
| CSKA Moskwa        | 2020/21            | 24           | 0            | 2            | 0            | 0                 | 0                 | 6       | 0       | 0     | 0      | 32    | 0      |
| Ogólnie w karierze | Ogólnie w karierze | 481          | 0            | 43           | 0            | 10                | 0                 | 130     | 0       | 3     | 0      | 677   | 0      |

1Uwzględniono Liga Mistrzów UEFA i Liga Europy UEFA.
2Uwzględniono Puchar Priemjer-Ligi w piłce nożnej i Superpuchar Europy UEFA.